# 解學禮
解學禮（1539年—？），字仲立，山西平陽府解州安邑縣人，軍籍，明朝政治人物。同進士出身。

## 生平
嘉靖四十三年（1564年）甲子科山西鄉試第三十二名舉人。隆慶二年（1568年）中式戊辰科會試第四百名，三甲第一百六十六名進士。授凤阳府推官，六年十月选授试御史，萬曆元年（1573年）正月巡视東城，弹劾御马监太监张忠殴死亲母，乞敕严究如律。三月實授江西道御史，巡视长芦山东等处盐课，兼管河道，出为陕西按察司佥事，五年正月升本省左参议，七月二月升陕西副使、整饬固原兵备，十年正月升本省右参政。

## 家族
曾祖解紳，訓導；祖父解世忠，訓導；父解一元，母薛氏；繼母張氏。具庆下。兄學诗。弟學易、學孔、學孟。